# Datenschutzverordnung
Die Datenschutzverordnung (DSV) (früher Verordnung zum Bundesgesetz über den Datenschutz) ist eine Verordnung des Schweizerischen Bundesrats zum Datenschutz, welche aufgrund des Bundesgesetzes über den Datenschutz (DSG) erlassen wurde.
Die Verordnung verpflichtet Verantwortliche und Auftragsbearbeiter zu einer Schutzbedarfsanalyse sowie, im Hinblick auf das jeweilige Risiko für personenbezogene Daten, zu einem angemessenen Schutz durch Schaffung von technischen und organisatorischen Maßnahmen (Art. 1 DSV). Insbesondere durch die Umsetzung von IT-Sicherheitsgrundsätzen durch Vertraulichkeit, Verfügbarkeit, Integrität und Nachvollziehbarkeit (Art. 2 DSV) soll ein angemessener Datenschutz vom Verantwortlichen und Auftragsbearbeiter geschaffen werden.
Der Bundesrat hat das Inkrafttreten der überarbeiteten Fassung (Totalrevision) der Verordnung zum Bundesgesetz über den Datenschutz für den 1. September 2023 entschieden. Die Datenschutzverordnung ergänzt somit das Bundesgesetz über den Datenschutz sowie die Verordnung über Datenschutzzertifizierungen als massgebliche Rechtsnorm des Datenschutzrechts der Schweiz. Ziel der Totalrevisionen ist auch die Annäherung an die Anforderungen der Datenschutz-Grundverordnung der EU.